# Тримштайн
Тримштайн (нем. Trimstein) — коммуна в Швейцарии, в кантоне Берн. 
Входит в состав округа Конольфинген. Население составляет 479 человек (на 31 декабря 2006 года). Официальный код — 0631.